# Cidade Leonina

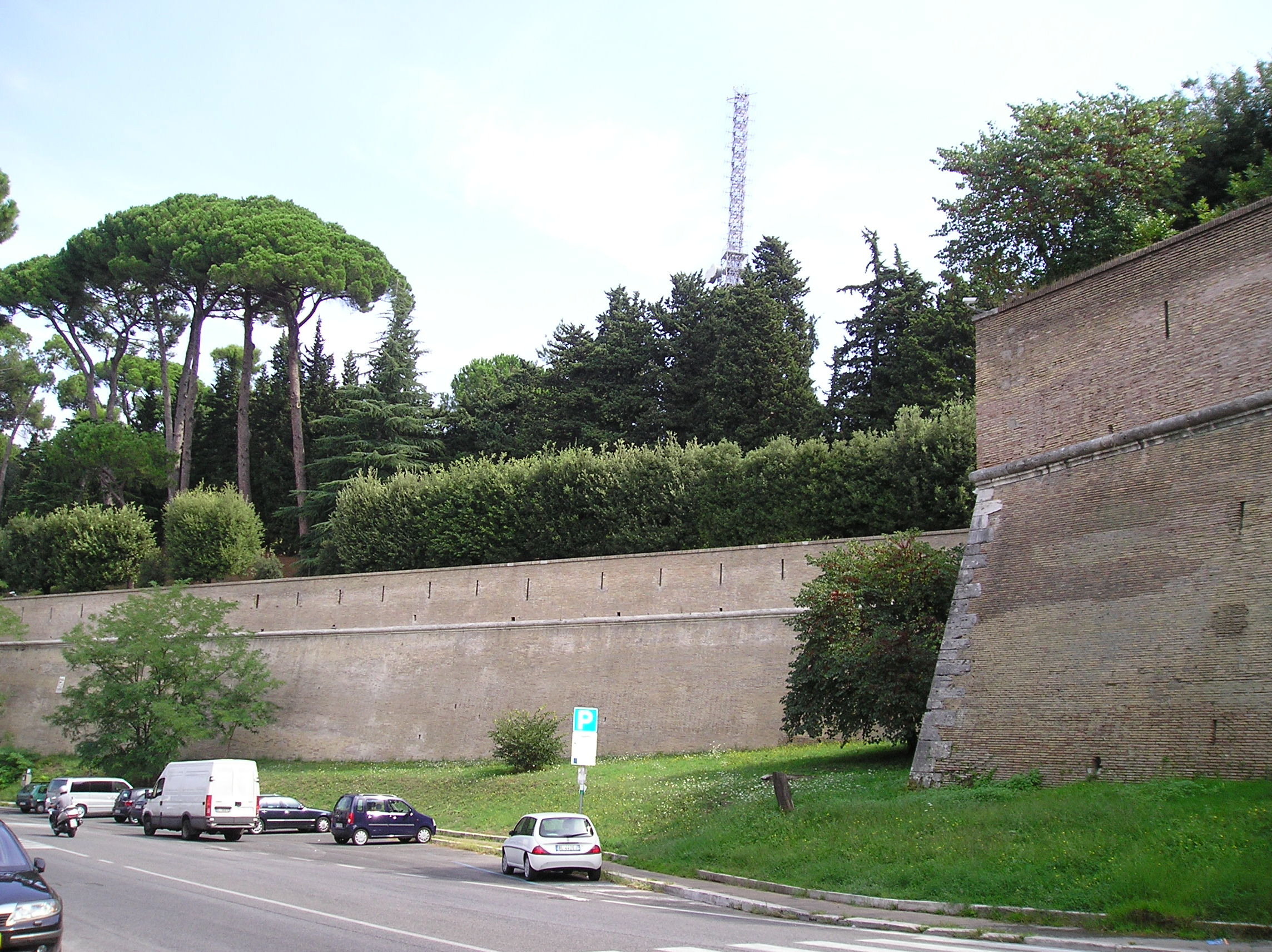

Cidade Leonina (em latim: Civitas Leonina) é a parte da cidade de Roma à volta da qual, no século IX, o papa Leão IV encomendou a construção da Muralha Leonina. Ela fica do lado oposto do Tibre em relação às sete colinas de Roma e não estava protegida pela antiga muralha da cidade, a Muralha Aureliana, construída entre 271 e 275. O Vaticano está inteiramente dentro da Cidade Leonina, mas ela é muito maior que o minúsculo território vaticano e incorpora também o rione Borgo de Roma.

## História
A "Muralha Leonina", que define os limites da Cidade Leonina, foi construída logo depois do saque da Antiga Basílica de São Pedro em 846. Construída entre 848 e 852, é a única expansão das muralhas de Roma jamais feita, se estende por três quilômetros e circunda completamente o Monte Vaticano. Uma tentativa anterior de construir a muralha sob o comando do papa Leão III havia fracassado por causa de protestos contra a obra recém-iniciada e os cidadãos romanos desmantelaram o pouco que havia sido construído como pedreira para suas próprias construções. O papa Leão IV utilizou trabalhadores que moravam em suas propriedades, principalmente sarracenos capturados depois da Batalha de Óstia (849), e uma doação do Império Franco para construir a muralha, que segue um traçado em forma de "U" desde a margem do Tibre no Mausoléu de Adriano (que seria logo depois rebatizado de Castelo de Santo Ângelo) até os aclives do Monte Vaticano à volta da basílica de volta às margens. A muralha em si foi construída em tufa, com 13 metros de altura e 44 poderosas torres espaçadas em intervalos equivalentes ao tiro de um arco. A massiva torre de canto que ainda coroa o Monte Vaticano tem sua origem nesta obra. Um festival foi celebrado quando a muralha foi concluída em 27 de junho de 852.
Três novos portões davam acesso ao recém-enclausurado Borgo. Dois estavam no trecho do muro que levava ao Castelo de Santo Ângelo: uma pequena poterna do lado detrás do mausoléu recém-fortificado, chamada de de "Posterula S. Angeli" — e, depois, por sua proximidade ao castelo, "Porta Castelli" — e um maior, o principal pelo qual passavam os imperadores, perto da igreja de São Peregrino, conhecido como "Porta Peregrini" (depois, "Porta S. Petri"). O terceiro e último portão ligava a Cidade Leonina ao Trastevere.
Além disso, torres de corrente foram construídas ao logo do Tibre para repelir ataques sarracenos pelo rio.
Em 1083, depois de se recusar a coroar Henrique IV (r. 1084–1105) como novo imperador do Sacro Império Romano-Germânico, o papa Gregório VII (r. 1073–1085) se viu cercado na Cidade Leonina. Depois que Henrique tomou a cidade, Gregório se refugiou no Castelo de Santo Ângelo. Segundo o papa, a cidade caiu por causa da fome e da negligência, e não tanto "pela coragem dos homens de Henrique".
No século XVI, uma extensiva circunvalação completa foi patrocinada pelo papa Pio IV (r. 1559–1565), quando a Muralha Leonina já estava interrompida em alguns pontos. Três novos portões foram aberto nesta época.
Em 1870, quando as forças militares do Reino da Itália capturaram Roma, depondo o que restava dos Estados Papais, o governo italiano pretendia permitir que o papa mantivesse a Cidade Leonina sob seu controle. Porém, o papa Pio IX (r. 1792–1846) não concordou com o acordo e criou-se um impasse de 59 anos, resolvido em 1929 pelo Tratado de Latrão, que reconheceu a soberania e a independência do Vaticano.